# Bethlen-kormány
A Bethlen-kormány 1921. április 14. – 1931. augusztus 24. között állt Magyarország élén. A kormány több mint tíz éven keresztül irányította az országot, míg a nagy gazdasági világválság miatt meg nem bukott.

## A kormány politikája

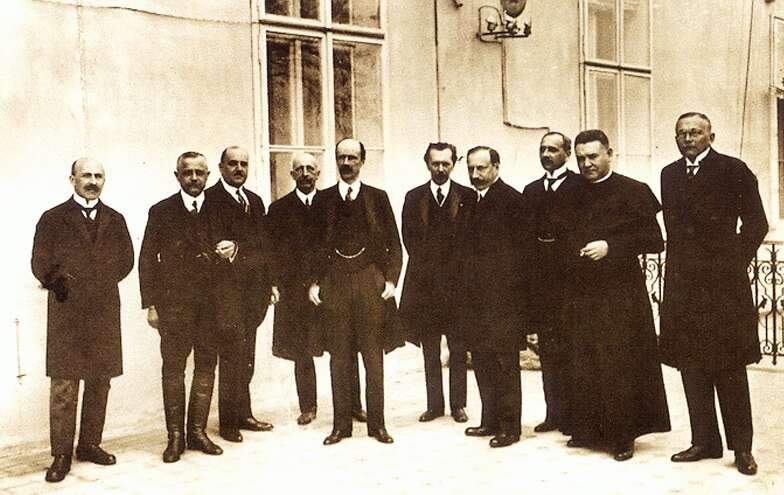
Az alakuló Bethlen-kormány az eskütétel után

Az első világháborút követően az ország gazdasága összeomlott, a trianoni békeszerződésben Magyarország elvesztette területének több mint 2/3-át, köztük a legfontosabb bányászati központokat is. A kommunista Tanácsköztársaság bukása utáni időszakban négy kormány is alakult, de mind a négy csak rövid ideig volt hatalmon. Végül 1921. április 14-én Horthy kormányzó Bethlen Istvánt nevezte ki miniszterelnökké. 1921 októberében Bethlen István gróf legitimista érzelmei dacára a budaörsi csatában meghiúsította IV. Károly király második visszatérését, majd keresztülvitte a Habsburgok trónfosztását. Később, az 1920-as években a Bethlen-kormány több ízben kényszerült a legitimistáknak a kritikáival megküzdeni, akikből páran hangját éreztette a parlamentben.
Bethlen fő feladatának a gazdaság és a társadalom stabilizálását tekintette (innen kapta a „nagy konszolidátor” jelzőt). Még 1921-ben titokban kiegyezett a szociáldemokratákkal. A Bethlen–Peyer-paktum néven emlegetett egyezmény értelmében a szocialisták felhagytak a hatalomellenes izgatással és a tömegsztrájkok szervezésével (ami nagyban hozzájárult a közhangulat csillapodásához, valamint a gazdaság újraindítását is gyorsította), cserébe újra legálisan működhettek, s a választásokon is újra indulhattak (amiken innentől kezdve rendre be is jutottak a törvényhozásba, illetve az önkormányzatokba). A kormány 1924-ben életre hívta a Magyar Nemzeti Bankot és a Népszövetségtől szerzett 250 millió korona hitelt. 1927. január 1-jei hatállyal bevezette a pengőt az egyre súlyosabban elértéktelenedő magyar korona helyett, valamint új vámrendszert dolgozott ki. Ezt követően kötelező nyugdíj és betegbiztosítást vezetett be. Kultuszminisztere, Klebelsberg Kuno segítségével megreformálta az oktatási- kulturális- és kutatási közintézményeket.
Külpolitikájában a trianoni diktátum revízióját tekintette elsődleges feladatának. Habár hivatalosan nem támogathatta, de mindent megtett az 1921-ben zajló Nyugat-magyarországi felkelés sikerének minél nagyobb kihasználása érdekében, melynek eredményeként az Ausztriának ítélt Sopronra és vidékére népszavazást írtak ki. A soproni népszavazás sikerrel zárult, így a terület megmaradhatott Magyarország részének. Az eseményeken felbuzdulva 1922-ben előbb Kerca és Szomoróc harcolta ki a visszatérést Magyarországhoz a Szerb-Horvát-Szlovén Királyságtól, majd 1923 elején további tíz falu, mind helyi népszavazás útján tért vissza Ausztriától.
Igyekezett a német és orosz befolyást minél jobban csökkenteni, ezért igyekezett jó viszonyba kerülni Angliával és Olaszországgal is. Ebbéli tevékenységét 1925-ben komolyan megingatta a frankhamisítási botrány, ami komoly presztízsveszteséget hozott az országnak, különösen miután kiderült, hogy Bethlennek is tudomása volt a tevékenységről. Bár felajánlotta lemondását, Horthy sikerrel vette rá Bethlent tevékenysége folytatására. 1927-ben magyar-olasz barátsági szerződést kötött.
Az 1929-ben kitört gazdasági világválság idején Bethlen megszorító intézkedésekre kényszerült, illetve részben jegyrendszert volt kénytelen bevezetni (pl. boletta), ami miatt folyamatosan csökkent támogatottsága, s bár megnyerte az 1931-es választásokat és így folytathatta a kormányzást, mégis alig két hónappal a parlament újjáalakulása után, augusztus végén lemondott tisztségéről.

## A kormány tagjai
| Név                                | hivatal kezdete      | hivatal vége         | párt                  | megjegyzés                       |
| Miniszterelnök                     | Miniszterelnök       | Miniszterelnök       | Miniszterelnök        | Miniszterelnök                   |
| ---------------------------------- | -------------------- | -------------------- | --------------------- | -------------------------------- |
| Bethlen István                     | 1921. április 14.    | 1931. augusztus 24.  | Egységes Párt         |                                  |
| Belügyminiszter                    |                      |                      |                       |                                  |
| Ráday Gedeon                       | 1921. április 14.    | 1921. december 3.    | KNEP                  |                                  |
| Klebelsberg Kuno                   | 1921. december 3.    | 1922. június 6.      | Egységes Párt         |                                  |
| Rakovszky Iván                     | 1922. június 6.      | 1926. október 15.    | Egységes Párt         |                                  |
| Scitovszky Béla                    | 1926. október 15.    | 1931. augusztus 24.  | Egységes Párt         |                                  |
| Külügyminiszter                    |                      |                      |                       |                                  |
| Bánffy Miklós                      | 1921. április 14.    | 1922. december 19.   | pártonkívüli          |                                  |
| Daruváry Géza                      | 1922. december 19.   | 1924. október 7.     | pártonkívüli          |                                  |
| Bethlen István                     | 1924. október 7.     | 1924. november 15.   | Egységes Párt         | miniszterelnökként, ideiglenesen |
| Scitovszky Tibor                   | 1924. november 15.   | 1925. március 17.    | Egységes Párt         |                                  |
| Walko Lajos                        | 1925. március 5.     | 1930. december 9.    | Egységes Párt         |                                  |
| Károlyi Gyula                      | 1930. december 9.    | 1931. augusztus 24.  | Egységes Párt         |                                  |
| honvédelmi miniszter               |                      |                      |                       |                                  |
| Belitska Sándor                    | 1921. április 14.    | 1923. június 8.      | pártonkívüli          |                                  |
| Csáky Károly                       | 1923. június 28.     | 1929. október 10.    | pártonkívüli          |                                  |
| Gömbös Gyula                       | 1929. november 10.   | 1931. augusztus 24.  | Egységes Párt         |                                  |
| pénzügyminiszter                   |                      |                      |                       |                                  |
| Hegedüs Lóránt                     | 1921. április 14.    | 1921. szeptember 27. |                       |                                  |
| Hegyeshalmi Lajos                  | 1921. szeptember 27. | 1921. október 4.     | KNEP                  |                                  |
| Bethlen István                     | 1921. október 4.     | 1921. december 3.    |                       | miniszterelnökként, ideiglenesen |
| Kállay Tibor                       | 1921. december 3.    | 1924. február 20.    | Egységes Párt         |                                  |
| Walko Lajos                        | 1924. február 20.    | 1924. március 25.    | Egységes Párt         |                                  |
| Korányi Frigyes                    | 1924. március 25.    | 1924. november 15.   | Egységes Párt         |                                  |
| Bud János                          | 1924. november 15.   | 1928. szeptember 5.  | Egységes Párt         |                                  |
| ifj. Wekerle Sándor                | 1928. szeptember 5.  | 1931. augusztus 24.  | Egységes Párt         |                                  |
| vallás és közoktatásügyi miniszter |                      |                      |                       |                                  |
| Vass József                        | 1921. április 14.    | 1922. június 16.     | Egységes Párt         |                                  |
| Klebelsberg Kuno                   | 1922. június 16.     | 1931. augusztus 24.  | Egységes Párt         |                                  |
| földművelésügyi miniszter          |                      |                      |                       |                                  |
| Nagyatádi Szabó István             | 1921. április 14.    | 1921. december 3.    | Országos Kisgazdapárt |                                  |
| Mayer János                        | 1921. december 3.    | 1922. június 16.     | Országos Kisgazdapárt |                                  |
| Nagyatádi Szabó István             | 1922. június 16.     | 1924. október 14.    | Egységes Párt         |                                  |
| Bethlen István                     | 1924. október 14.    | 1924. november 15.   |                       | miniszterelnökként, ideiglenesen |
| Mayer János                        | 1924. november 15.   | 1931. augusztus 24.  | Egységes Párt         |                                  |
| népjóléti miniszter                |                      |                      |                       |                                  |
| Bernolák Nándor                    | 1921. április 14.    | 1922. június 16.     |                       |                                  |
| Vass József                        | 1922. június 16.     | 1930. szeptember 8.  | Egységes Párt         |                                  |
| Ernszt Sándor                      | 1930. szeptember 28. | 1931. augusztus 24.  | KGSZP                 |                                  |
| igazságügyi miniszter              |                      |                      |                       |                                  |
| Tomcsányi Vilmos Pál               | 1921. április 14.    | 1922. június 16.     |                       |                                  |
| Daruváry Géza                      | 1922. június 16.     | 1923. június 11.     | pártonkívüli          |                                  |
| Nagy Emil                          | 1923. június 11.     | 1924. február 21.    | Egységes Párt         |                                  |
| Bethlen István                     | 1924. február 21.    | 1924. március 13.    | Egységes Párt         |                                  |
| Pesthy Pál                         | 1924. március 13.    | 1929. január 8.      | Egységes Párt         |                                  |
| Bethlen István                     | 1929. január 8.      | 1929. február 4.     |                       |                                  |
| Zsitvay Tibor                      | 1929. február 4.     | 1931. augusztus 24.  | Egységes Párt         |                                  |
| közélelmezési miniszter            |                      |                      |                       |                                  |
| Térfi Béla                         | 1921. december 3.    | 1922. október 17.    | pártonkívüli          |                                  |